# Індекс товарних ф'ючерсів Thomson Reuters/Jefferies CRB Index

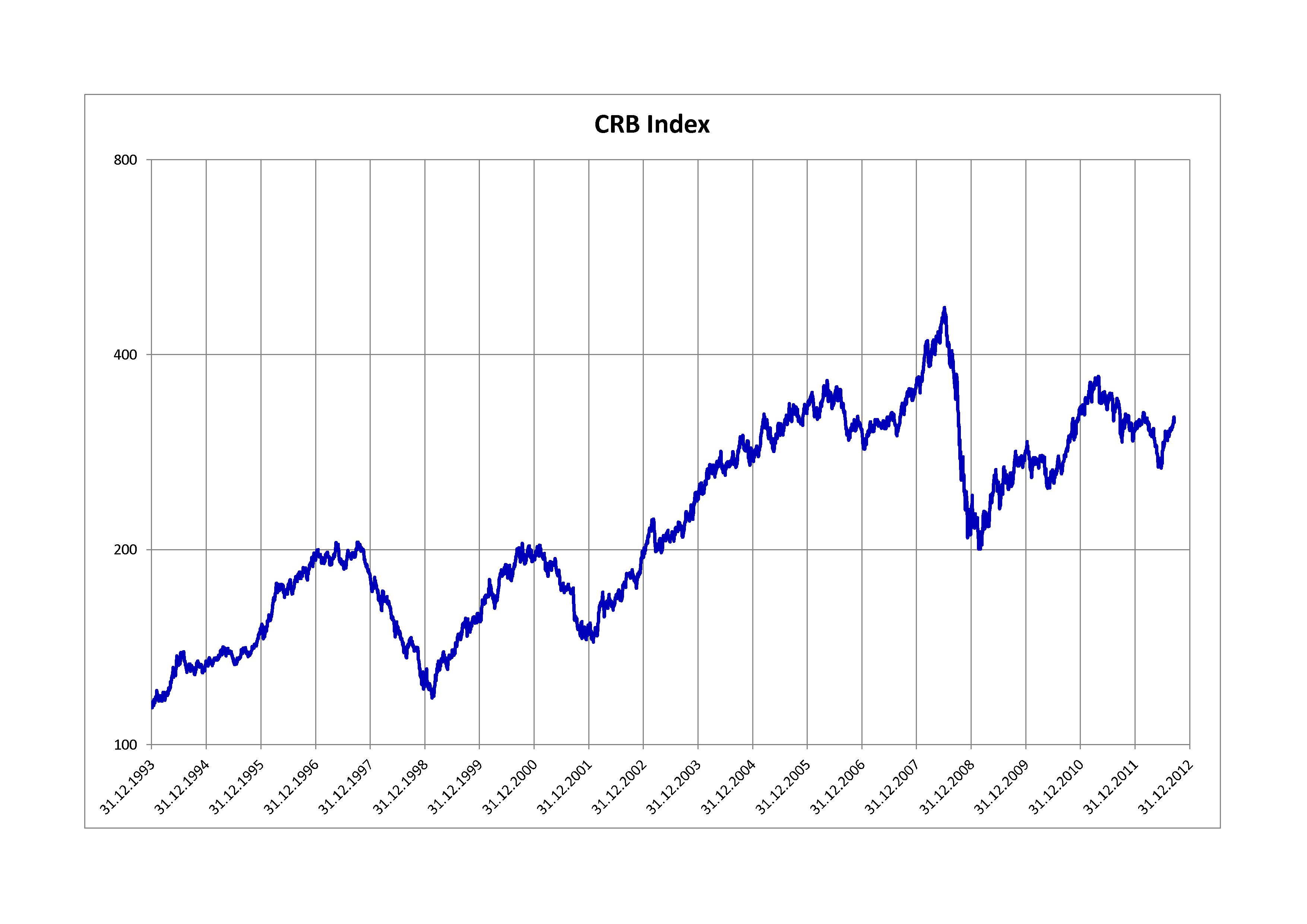
Thomson Reuters/Jefferies CRB Index 1993–2012

The Thomson Reuters/Jefferies CRB Index (TR/J CRB) є індексом ф'ючерсної торгівлі товарами. Вперше він був розрахований в 1957 році.

## Історія індексу
На початку індекс складався з 28 товарних позицій, 26 з яких були в обігу на біржах США та Канади як ф'ючерси. Він містив в собі ячмінь та льон з Вініпезької товарної біржі, какао, каву класу «Б», мідь, бавовну, бавовняну олію, вовну, шкури, свинець, картоплю, каучук, цукор № 4 та № 6, шерсть і цинк з Нью-Йоркської біржі, кукурудзу, яйця, жир, овес, цибулю, жито, сою, соєвий шрот, соєву олію і пшеницю з Чиказької товарної біржі. До 26 ф'ючерсних позицій до індексу були додані 2 спотові — бавовна в Новому Орлеані і пшениця в Міннеаполісі.
Базовим періодом для індексу було обрано 1947—1949 роки так само як і вже існуючий Індекс спотового ринку. Це було спеціально зроблено для полегшення порівняння спотових і ф'ючерсних індексів.
Thomson Reuters / Jefferies CRB Index (TR / J CRB) був розроблений для забезпечення динамічного представлення загальних тенденцій ринку сировини. Для підтримки цієї мети компоненти та формули періодично коректувалися з урахуванням змін у структурі ринку. З 1957 року відбулося десять переглядів компонентів індексу. Перший перегляд відбувся у 1961 році і останній в 2005 році.
У початковому розрахунку всі ф'ючерси з поставками до року вперед були усереднені для розрахунку поточної ціни. У 1987 році розрахунок був змінений, щоб включити тільки поставки на дев'ять місяців вперед. У 1989 році всі нециклічні місяці були виключені з розрахунку. Під час перегляду 1995 року була знижена кількість форвардних поставок до максимуму п'яти протягом шести місяців від поточної дати за винятком тих контрактів, що мають тільки одну поставку протягом шести місяців. В цьому випадку для розрахунку ціни вживається друга поставка за межами 6-місячного періоду від поточної дати.
Постійно оновлюються компоненти індексу порівняно з оригінальними 28 від 1957 року. Всі ці зміни є частиною зусиль Thomson Reuters забезпечити, щоб індекс відбивав точне уявлення про загальні тенденції цін сировинних товарів.
Під час десятого перегляду індексу його перейменували на Thomson Reuters / Jefferies CRB Index, або TR / J CRB.

## Компоненти індексу
Зараз індекс складається з 19 товарних позицій, які торгуються на NYBOT, NYMEX, CME,  LME, CME і COMEX біржах. Вони розділені на 4 групи, кожна з своєю вагою:
- Енергетична сировина — 39%
  - WTI нафта — 23%
  - Природний газ — 6%
  - Мазут — 5%
  - Неетилований бензин — 5%

- Агропродукція — 41%
  - Кукурудза — 6%
  - Соя — 6%
  - Худоба — 6%
  - Бавовна — 5%
  - Кава — 5%
  - Какао — 5%
  - Цукор — 5%
  - Апельсиновий сік — 1%
  - Свинина — 1%
  - Збіжжя пшениці — 1%

- Коштовні метали — 7%
  - Золото — 6%
  - Срібло — 1%

- Промислові метали — 13%
  - Алюміній — 6%
  - Мідь — 6%
  - Нікель — 1%